# نانسی کلی
نانسی کلی (انگلیسی: Nancy Kelly؛ زاده ۲۵ مارس ۱۹۲۱ – درگذشته ۲ ژانویهٔ ۱۹۹۵) یک هنرپیشه اهل ایالات متحده آمریکا بود. وی بین سال‌های ۱۹۲۶ تا ۱۹۷۷ میلادی فعالیت می‌کرد.